# Шхумова Олена Замирівна

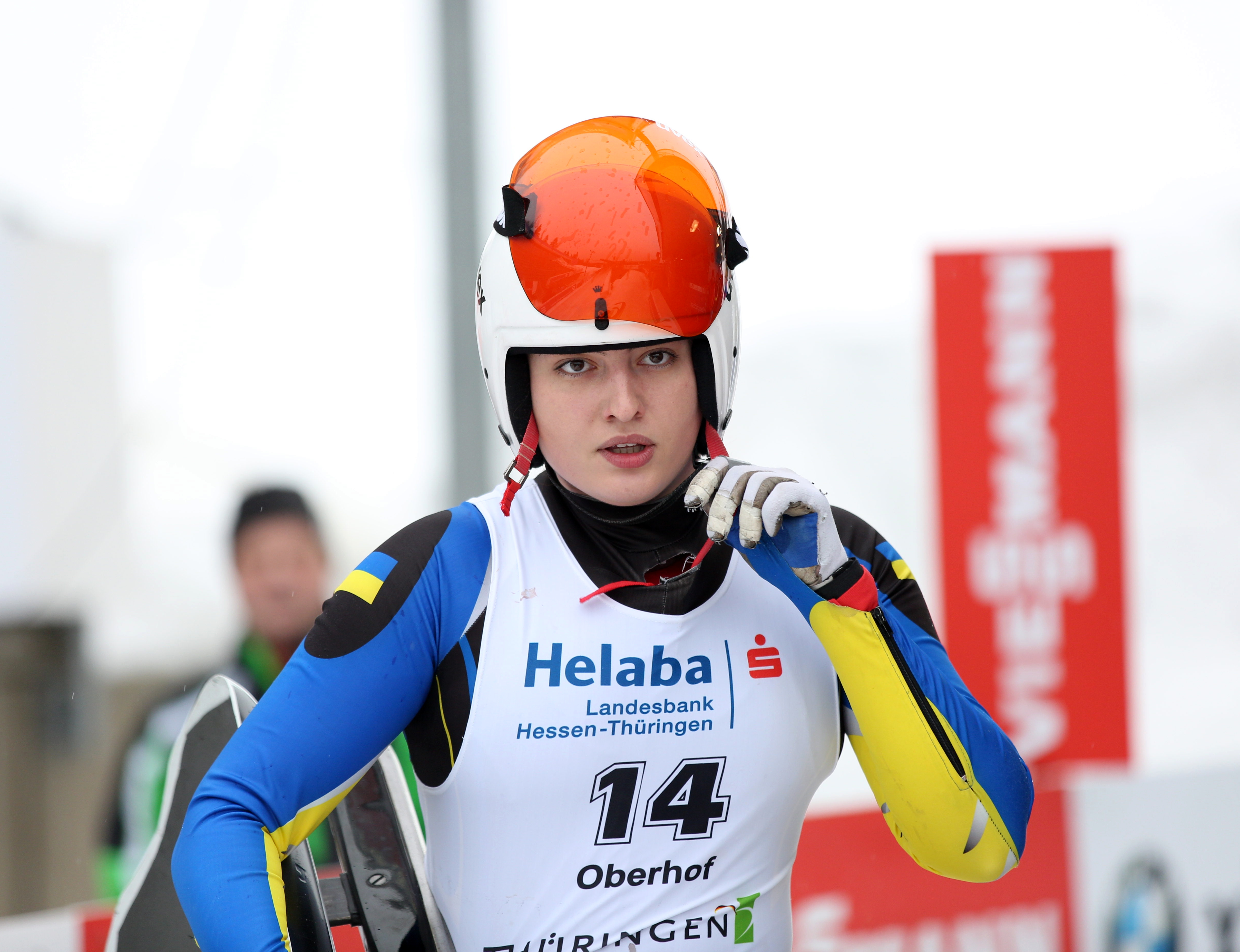
Олена Шхумова на етапі кубку світу з санного спорту 2016—17 в Обергофі

Олена Шхумова — українська санкарка. Майстер спорту. Учасниця Зимових Олімпійських ігор 2014 року в Сочі.
Випускниця Львівського училища фізичної культури (2013), студентка Львівського державного університету фізичної культури, тренери — Володимир Вахрушев, Іван Баїк, Олег Жеребецький (м. Львів).
Представляє ФСТ «Колос» і СДЮШОР «Беркут» (Львів).